# Liste der Kulturgüter in Val Mara
Die Liste der Kulturgüter in Val Mara enthält alle Objekte in der Gemeinde Val Mara im Kanton Tessin, die gemäss der Haager Konvention zum Schutz von Kulturgut bei bewaffneten Konflikten, dem Bundesgesetz vom 20. Juni 2014 über den Schutz der Kulturgüter bei bewaffneten Konflikten sowie der Verordnung vom 29. Oktober 2014 über den Schutz der Kulturgüter bei bewaffneten Konflikten unter Schutz stehen.
Objekte der Kategorie A sind im Gemeindegebiet nicht ausgewiesen, Objekte der Kategorie B sind vollständig in der Liste enthalten, Objekte der Kategorie C fehlen zurzeit (Stand: 1. Januar 2023).

## Kulturgüter
| Foto |                                                                           | Objekt                                                                                       | Kat. | Typ | Standort                                                 | Beschreibung                               |
| ---- | ------------------------------------------------------------------------- | -------------------------------------------------------------------------------------------- | ---- | --- | -------------------------------------------------------- | ------------------------------------------ |
| BW   | Datei hochladen · Wikidata zu Kirche Madonna del Castelletto (Q3949709)   | Kirche Madonna del Castelletto / Chiesa della Madonna del Castelletto KGS-Nr.: 05577         | A    | G   | Melano, Via alla Madonna 720385 / 86538                  |                                            |
| ja   | Datei hochladen · Wikidata zu Oratorium San Vigilio (Q3667820)            | Oratorium San Vigilio / Oratorio di San Vigilio KGS-Nr.: 05710                               | A    | G   | Rovio, Via San Vigilio 719890 / 87987                    |                                            |
| BW   | Datei hochladen · Wikidata zu Pfarrkirche San Pietro (Q3671653)           | Pfarrkirche San Pietro / Chiesa parrocchiale di San Pietro KGS-Nr.: 05573                    | B    | G   | Maroggia, Via Tommaso e Giacomo Rodari 17 718677 / 88273 |                                            |
| BW   | Datei hochladen · Wikidata zu Oratorium Madonna della Cintura (Q3674548)  | Oratorium Madonna della Cintura / Oratorio della Madonna della Cintura KGS-Nr.: 05574        | B    | G   | Maroggia, Via Baldassarre Longhena 718569 / 88679        |                                            |
| BW   | Datei hochladen · Wikidata zu Ehemalige Casa Polatta (Q29884459)          | Ehemalige Casa Polatta / Antica Casa Polatta KGS-Nr.: 05578                                  | B    | G   | Melano, Piazza Giuseppe Motta 720108 / 86660             |                                            |
| ja   | Datei hochladen · Wikidata zu Pfarrkirche Sant’Andrea (Q3672404)          | Pfarrkirche Sant’Andrea / Chiesa parrochiale di Sant’Andrea KGS-Nr.: 05579                   | B    | G   | Melano, Via alla Chiesa 720086 / 86454                   |                                            |
| BW   | Datei hochladen · Wikidata zu Pfarrkirche Santi Vitale e Agata (Q3668472) | Pfarrkirche Santi Vitale e Agata / Chiesa parrochiale dei Santi Vital e Agata KGS-Nr.: 05712 | B    | G   | Rovio, Via alla Costa 720104 / 88010                     |                                            |
| BW   | Datei hochladen · Wikidata zu Oratorium Santa Maria Assunta (Q3667825)    | Oratorium Santa Maria Assunta / Oratorio di Santa Maria Assunta KGS-Nr.: 05713               | B    | G   | Rovio, Via Arogno 719853 / 88340                         |                                            |
| ja   | Datei hochladen · Wikidata zu Einfamilienhaus Balmelli (Q29884732)        | Einfamilienhaus Balmelli / Casa unifamiliare Balmelli KGS-Nr.: 12011                         | B    | G   | Rovio, Via San Vigilio 19 719859 / 88044                 | Architekten: Tita Carloni, Luigi Camenisch |
| ja   | Datei hochladen · Wikidata zu Oratorium Sant’Agata (Q29889939)            | Oratorium Sant’Agata / Oratorio di Sant’Agata KGS-Nr.: 12012                                 | B    | G   | Rovio 720878 / 88453                                     |                                            |